# Bartow (Georgia)
Bartow – miasto w Stanach Zjednoczonych, w stanie Georgia, w hrabstwie Jefferson.